# Stenopterus kraatzi
Stenopterus kraatzi là một loài bọ cánh cứng trong họ Cerambycidae.